# ヨーロッパ脳神経外科学会連合会
ヨーロッパ脳神経外科学会連合会（よーろっぱのうしんけいげかがっかいれんごうかい、European Association of Neurosurgical Societies、略称：EANS）は、ヨーロッパ各国の脳神経外科学会により構成される学会。

## 概要
母体となるコンセプトは 1957年ブリュッセル（ベルギー）で開催された The First International Congress of Neurological Surgeryにおいて世界脳神経外科学会連盟（WFNS）が設立されたと同時に European Union of Neurosurgeons （ヨーロッパ脳神経外科医連盟）として提案された。その後、ヨーロッパ全域を対象として European Congress of Neurosurgery （ヨーロッパ脳神経外科コングレス）が、1959年より4年毎に開催され、その都度、討議がなされた。第4回のコングレスにおいて、現在の名称であるEuropean Association of Neurological Societies　(略称 EANS)ヨーロッパ脳神経外科学会連合会として創設され現在に至る。学術集会の開催の他に、毎年、冬期に European Lectures を行っている。

## 学術集会の開催
学術集会名は、European Congress of Neurosurgeryを踏襲している。第1回は1959年にチューリッヒ（スイス、第2回は1963年にローマ（イタリア）、第3回は1967年にマドリッド（スペイン）、第4回は1971年にプラハ（チェコスロバキア当時）、第5回は1975年にオックスフォード（イギリス）、第6回は1979年にパリ（フランス）、第7回は1983年にブリュッセル（ベルギー）、第8回は1987年にバルセロナ（スペイン、第9回は1991年にモスクワ（ソビエト連邦当時）、第10回は1995年にベルリン（ドイツ）、第11回は1999年にコペンハーゲン（オランダ）、第12回は2003年にリスボン（ポルトガル）、第13回は2007年にグラスゴー（イギリス）、第14回は2011年にローマ（イタリア）、第15回は2014年にプラハ（チェコ）、第16回は2016年にアテネ（ギリシャ）、第17回は2017年にベニス（イタリア）、第18回は2018年にブリュッセル（ベルギー）、第19回は2019年にダブリン（アイルランド）で開催された。第20回は2020年にベオグラード（セルビア）が予定されていたが、Covid-19のパンデミックによりWeb上のバーチャル学会として開催された。今後の開催形態は検討中である。